# Darko Pajović
Darko Pajović, cyr. Дарко Пајовић (ur. 24 listopada 1972 w Titogradzie) – czarnogórski embriolog, polityk i dyplomata, w 2016 przewodniczący Zgromadzenia Czarnogóry.

## Życiorys
Z wykształcenia biolog, specjalizował się w zakresie embriologii. Ukończył studia na Uniwersytecie Czarnogóry, kształcił się także w uniwersyteckim centrum klinicznym w Mariborze. Początkowo pracował jako nauczyciel biologii w Danilovgradzie, później został zatrudniony jako embriolog w jednej z instytucji medycznych. Założył i pełnił funkcję prezesa organizacji pozarządowej Green Home, był też członkiem czarnogórskiej komisji do spraw UNESCO oraz jednej z komisji Międzynarodowej Unii Ochrony Przyrody.
W 2012 należał do współtwórców ugrupowania Pozytywna Czarnogóra, stając na jego czele. Partia w tym samym roku uzyskała kilkuosobową reprezentację poselską, Darko Pajović objął jeden z uzyskanych przez nią mandatów deputowanych. Gdy w styczniu 2016 Socjaldemokratyczna Partia Czarnogóry opuściła koalicję rządową, razem z dwoma pozostałymi posłami swojej (pozostającej formalnie w opozycji) partii zapewnił większość rządowi Mila Đukanovicia. W czerwcu tegoż roku został wybrany na przewodniczącego parlamentu, funkcję tę pełnił do listopada tegoż roku. W wyborach w 2016 Pozytywna Czarnogóra nie przekroczyła wyborczego progu, Darko Pajović ustąpił z funkcji jej przewodniczącego.
Do aktywności publicznej powrócił w 2018. Objął wówczas stanowisko ambasadora Czarnogóry w Chinach, które zajmował do 2021.